# Leucauge granulata
Leucauge granulata är en spindelart som först beskrevs av Charles Athanase Walckenaer 1842.  Leucauge granulata ingår i släktet Leucauge och familjen käkspindlar. Utöver nominatformen finns också underarten L. g. rimitara.